# Valdemar Koch
Otto Valdemar Koch (20. oktober 1852 i Sønder Kirkeby Præstegård, Falster – 24. februar 1902 i København) var en dansk arkitekt og kommunalpolitiker, der især er kendt som kirkearkitekt.

## Uddannelse
Koch var søn af provst Hans Peter Gyllembourg Koch (1807-1883) og dennes anden hustru Anna Oline f. Parelius (1823-1861) og halvbror til Ludvig Koch. Efter at have gået i skole i Nykøbing Falster, kom han i mølle- og maskinbyggeriære, derpå i tømrerlære og blev af C.V. Nielsen dimitteret til Kunstakademiet, hvis skoler han gennemgik fra juni 1871 til den 30. juni 1879, da han fik afgangsbevis som arkitekt. I studietiden tegnede hans hos Ludvig Fenger og H.B. Storck. Året efter foretog han en udenlandsrejse til Tyskland og Italien og atter i 1883 med en mindre rejseunderstøttelse fra Akademiet. I 1884 vandt han den lille guldmedalje for En Kirke til København, i 1885-86 var han udenlands med en større rejseunderstøttelse fra Akademiet og 31. maj 1887 ægtede han i København Anina Jensine Ludvigsen (21. juni 1857 smst. – 22. august 1910 smst.), datter af grosserer Bertel Reinhold Ludvigsen (1814-1879) og Sofie Louise f. Stoltze (1828-1869).
Valdemar Koch modtog Eckersberg Medaillen to gange i henholdsvis 1898 og 1900, blev titulær professor 1900 og fik "Grand Prix" på verdensudstillingen i Paris 1900 for Danmarks Pavillon).

## Tillidshverv
I 1891 blev han medlem af Københavns Borgerrepræsentation, hvilket Koch var til 1897, og i 1893 medlem af Københavns Bygningskommission, hvor han havde sæde indtil 1901. Koch var desuden medudgiver af Tegninger af ældre nordisk Architektur fra 1884, formand for Akademisk Arkitektforening 1900-02, medlem af Architekt- og Ingeniørforeningernes kommission for ny byggelov samt i en årrække medlem af Det særlige Kirkesyn for Bornholm.

## Vurdering
Valdemar Koch blev især påvirket af J.D. Herholdts dansk-italienske retning inden for historicismen, og Koch videreførte denne linje i sit omfattende kirkebyggeri. Det lidt arkæologiske og pedantiske i Kochs nyromanske stil opvejes af kirkernes rige detaljer og gennemarbejdede fremtoning både inde og ude. Koch spændte vidt i sit virke som designer, og både denne vidtfavnende rolle og hans stilistiske progression placerer ham som en overgangsfigur til nationalromantikken, som han tilsluttede sig mere og mere. Skiftet kan aflæses i konkurrencen om Københavns Rådhus, hvor Koch i 1889 havde leveret et nygotisk forslag, som tilhørte den traditionelle, korrekte historicisme, og som også blev rost af Ferdinand Meldahl i dennes egenskab af både professor og borgerrepræsentant. I 1891 blev Koch selv politiker og fik sæde i samme forsamling, og da Martin Nyrop fremkom med sit forslag, som havde vundet 1. præmie både i 1889 og 1890, var Koch storsindet nok til at se fejlene i sit eget projekt og anbefalede i stedet Nyrops, der da også blev udført.
Når han en sjælden gang tegnede boligejendomme, anvendte han palæstilen.
Ud over bygningsarkæologi og kunstkritisk virksomhed strakte hans interesser sig til studiet af entomologi, især biller (Danmarks største samling på den tid), og botanik, hvilket påvirkede Kochs naturalistiske dekorationer og kunstindustrielle arbejder. 
Han er begravet på Vestre Kirkegård.

## Udstillinger
- Charlottenborg Forårsudstilling 1879, 1881, 1884, 1887, 1890, 1893, 1895 og 1900-01
- Nordisk Kunstudstilling, København 1888
- Verdensudstillingen i Paris 1889
- Verdensudstillingen i Paris 1900
- Raadhusudstillingen i København 1901

## Værker
- Kommuneskoler for Københavns Kommune i Utterslev, Rødovre og Ishøj (1884-91)
- Bethlehemskiosk, Nordisk Kunstudstilling (1888)
- Konsul F.W. Heys ejendom, Albani Torv, Odense (1889)
- Udvendig restaurering af Næstved gamle Rådhus (1894)
- Kapernaumskirken, Frederikssundsvej, Nørrebro i København (1894-95)
- Sions Kirke, Østerbrogade, Østerbro i København (1895-96, tårn tilbygget 1921 af Kristoffer Varming)
- Sankt Lukas Kirke, Christian Richardts Vej, Frederiksberg (1896-97, tildelt Eckersberg Medaillen 1898)
- Beboelsesejendommen Upsalagade 18-20, Østerbro, København (1897, enkelte vinduer ændret)
- Kristkirken, Enghave Plads, Vesterbro i København (1898-1900, tildelt Eckersberg Medaillen 1900)
- De flankerende beboelsesejendomme omkring Kristkirken, Enghave Plads/Enghavevej/Haderslevgade (1904, vinduer, tag og kviste ændret)
- Apostelkirken, Saxogade, Vesterbro i København (1899-1901)
- Danmarks Pavillon på verdensudstillingen i Paris 1900 (tildelt Grand Prix)
- Reersø Kirke på Sjælland (1904, sammen med Søren Lemche)
- Vor Frelsers Kirke i Vejle (1904-07, fuldført af Johannes Magdahl Nielsen)

### Projekter
- Københavns Rådhus (1889-90, præmieret)
- Glacis-karreen ved Østerport Station, Oslo Plads (1898)
- Privatbanken (1900)

### Dekorative arbejder
- Nyrenæssancemøbler (to stole og en løjbænk) udført til Gaméls Gård hos C.B. Hansens Etablissement for Augustin Gamél (1882-83, ukendt skæbne)
- Juryværker og pragtvaser for P. Ipsens Enke (1888)
- Døbefont i Hellig Kors Kirke, København (1889)
- Svend Magnussens mindekors, Grathe Hede (1892)
- Ærestavle til J.D. Herholdt fra danske håndværkere (1892, Designmuseum Danmark)
- Knud Lavards mindekors, Haraldsted (1902)
- Hegnet omkring Tivoli i København
- Desuden kirkeinventar, møbler, sølvarbejder, glasmalerier og keramik

### Skriftlige arbejder
- Tekst og opmålinger i: Sallinglands Kirker, II, 1893 (sammen med H.B. Storck)
- Opmålinger i: Grenaaegnens Kridtstenskirker, 1896.
- Opmålinger i: Tegninger af ældre nordisk Architektur.
- Afhandlinger, bl.a. i Aarbog for Nordisk Oldkyndighed og Historie samt i Architekten.